# 来生たかおSONGS
『来生たかおSONGS』（きすぎたかおソングス）は、1995年にリリースされた来生たかおの企画アルバム（CT〈規格品番：KTTR-1320〉／CD〈規格品番：KTCR-1320〉）である。

## 概要
※原則的に、来生たかおは“来生”に省略、来生えつこは“来生えつこ”と表記。
歌手デビュー20周年に際し、他歌手への提供曲（一部カヴァー曲）をレコード会社の枠を超えて収録した貴重な1枚となっている。
ブックレットには収録曲の解説が記載されており、オリジナル・アルバム『浅い夢』から『Another Story』までのディスコグラフィーが付属している。

## パッケージの体裁

### アルバムタイトル
※“来生たかおSONGS”以外の表記
ジャケット
“KISUGI TAKAO SONGS”
ケースの側面部
“オリジナル・アーティストによる来生たかお提供作品集”“来生たかおSONGS”の併記

### ディスクジャケット
ジュエルケースにブックレットを挿入

### 帯のコピー
メロディー・メーカー来生たかおが提供した名曲の数々をオリジナル・アーチストで集大成した珠玉の作品集（“20th anniversary”の記載あり）

## 収録曲
1. セーラー服と機関銃 [4:33]
  - 作詞：来生えつこ ／ 作曲：来生たかお ／ 編曲：星勝
  - 来生の第11弾オリジナル・シングル「夢の途中」との競作曲となった、薬師丸ひろ子のデビュー・シングル（1981年11月21日リリース）で、彼女が主演した映画『セーラー服と機関銃』（角川・キティ／1981年）の主題歌として使用された。リリース日は「夢の途中」の方が11日早いが、本曲の位置付けは提供曲である。
  - 提供に関する詳細は来生たかお「一躍ヒット・メーカーへ」も参照。また、幾多のカヴァーも存在する（来生たかお関連作品「被カヴァー曲」参照）。
2. セカンド・ラブ [4:24]
  - 作詞：来生えつこ ／ 作曲：来生たかお ／ 編曲：萩田光雄
  - 中森明菜がシングルとして1982年11月10日にリリースした楽曲で、中森自身も数回セルフカヴァーをしている。
  - 来生は、企画アルバム『Visitor』で初めてカヴァーしている。
  - 提供に関する詳細は来生たかお「一躍ヒット・メーカーへ」を参照。また、幾多のカヴァーも存在する（来生たかお関連作品「被カヴァー曲」参照）。
3. シルエット・ロマンス [4:42]
  - 作詞：来生えつこ ／ 作曲：来生たかお ／ 編曲：鈴木宏昌
  - 大橋純子がシングルとして1981年11月25日にリリースした楽曲で、サンリオ出版「シルエットロマンスシリーズ」のイメージソングとして使用された。
  - 来生は、1982年4月25日にリリースした第12弾オリジナル・シングル「気分は逆光線」のB面で初めてカヴァーしている。
  - 幾多のカヴァーも存在する（来生たかお関連作品「被カヴァー曲」参照）。
4. 悲しいくらいほんとの話 [3:12]
  - 作詞：来生えつこ ／ 作曲：来生たかお ／ 編曲：星勝
  - 原田知世がデビュー・シングルとして1982年7月5日にリリースした楽曲で、フジテレビ系ドラマ『セーラー服と機関銃』（1982年7月5日 - 9月20日）のエンディング・テーマとして使用されたが、放送版では歌詞の“狂い咲き”の部分が“夢見がち”になっている。
  - biceがコンピレーション・アルバム『pure voice J-COVER』（2008年1月16日リリース）でカヴァーしている。
5. 僕等のダイアリー [3:08]
  - 作詞：来生えつこ ／ 作曲：来生たかお ／ 編曲：星勝
  - H2Oがシングルとして1980年11月5日にリリースした楽曲で、フジテレビ系ドラマ『翔んだカップル』（1980年10月3日 - 1981年4月10日）のエンディング・テーマとして使用された。
  - 来生はコンサートでカヴァーしており、そのひとつは企画アルバム『Try to Remember』に収録されている。
6. 疑問符 [4:20]
  - 作詞：来生えつこ ／ 作曲：来生たかお ／ 編曲：大村雅朗
  - 河合奈保子がシングルとして1983年12月1日にリリースした楽曲。
  - 来生は、企画アルバム『LABYRINTH』でカヴァーしている。
7. 酔いどれ天使のポルカ [3:57]
  - 作詞：来生えつこ ／ 作曲：来生たかお ／ 編曲：星勝
  - 亀渕友香のアルバム『Touch Me, Yuka』（1974年3月21日リリース）に収録された、来生姉弟の初提供曲。
  - 楽曲の詳細はオリジナル・アルバム『ジグザグ』を参照。
8. マイ・ラグジュアリー・ナイト [3:51]
  - 作詞：来生えつこ ／ 作曲：来生たかお ／ 編曲：林哲司
  - しばたはつみがシングルとして1977年7月10日にリリースした楽曲で、アルバム『Love Letters Straight From Our Hearts』（1977年7月25日リリース）では、「My Luxury In The Night」というタイトル・英語詞でセルフカヴァーしている。
  - 来生は、1979年10月21日にリリースした第7弾オリジナル・シングル「あなただけGood Night」のB面で初めてカヴァーしている。
  - 高田真樹子のアルバム『不機嫌な天使』（1977年5月1日リリース）に収録された「めぐり逢い」（来生姉弟の作品）のイントロは、本曲とほぼ同様のアレンジが施されているが、来生えつこによれば、両曲の編曲を担当した林哲司が自ら流用したためらしい。
9. 心のゆくえ [5:05]
  - 作詞：来生えつこ ／ 作曲：来生たかお ／ 編曲：京田誠一
  - Hi-Fi SETのアルバム『Tender Loving Care』（1992年4月22日リリース）に収録された楽曲。来生は、ヴォーカル・山本潤子の声が好きで、以前から楽曲提供をしたいと思っており、同グループが解散する前にそれが叶ったという[1]。
  - 来生はコンサートでカヴァーしており、そのひとつは企画アルバム『Try to Remember』に収録されている。また、オリジナル・アルバム『ひたすらに』に初めてレコーディングヴァージョンが収録された。
10. 愛の足跡 [3:34]
  - 作詞：小椋佳 ／ 作曲：来生たかお ／ 編曲：星勝
  - フライング・キティ・バンドのアルバム『5・4・3・2・1・0』（1977年9月10日リリース）に収録された楽曲で、本アルバムでは小椋佳の名義で収録されている。上記アルバムと同じく、ロサンジェルスで自作品（オリジナルアルバム『ジグザグ』）のレコーディングを行っていた来生が、急遽、現地のホテルで歌詞にメロディーを付けた[2]。
  - 来生は『小椋佳トリビュートコンサート〜夢歌詩、あるところに〜』（2008年6月1日／東京都・東京国際フォーラム）にゲスト出演した折り、カヴァーを披露した。
11. ORACIÓN-祈り- [4:38]
  - 作詞：来生えつこ ／ 作曲：来生たかお ／ 編曲：武部聡志
  - 斉藤由貴とのデュエットで1988年6月21日にリリースしたシングルで、斉藤の主演した映画『優駿』（東宝／1988年）のイメージソングとして使用された。
  - 来生は1988年7月25日に第22弾オリジナル・シングルとしてリリースしている。
  - 当初は楽曲提供のみの依頼だったが、斉藤側のスタッフからの発案でデュエットが実現した[3]。来生は以前から斉藤の透明感のある歌声に注目しており、演歌のイメージがあるデュエットをポップな曲調でやりたかったという[4] 。また、実際に会った印象としては“アイドルという感じではなくしっかりしている”と述べ、煙草嫌いの斉藤の前では煙草を吸わなかったという[5]。一方、斉藤は中学時代に来生のアルバム『AT RANDOM』『Sparkle』等を聴いており、好きな楽曲としてはTBS系テレビドラマ『積木くずし』（1983年2月15日 - 3月29日）のテーマソング「無口な夜」を挙げている[4] 。
  - 来生えつこによる同名小説が短編集『エピソード』（角川書店／1988年）に収められている。
12. めざめ [4:28]
  - 作詞：西田佐知子 ／ 作曲：来生たかお ／ 編曲：武部聡志
  - 平井菜水がデビューシングルとして1990年4月21日にリリースした楽曲で、日本テレビ系『知ってるつもり?!』の初代エンディングテーマとして使用された（1990年3月4日 - 1991年9月15日）。
  - 来生は、企画アルバム『LABYRINTH II』でカヴァーしている。
13. Remember [3:45]
  - 作詞：湯川れい子 ／ 作曲：来生たかお ／ 編曲：中村哲
  - 元々、フジテレビ系ドラマ『スケバン刑事III 少女忍法帖伝奇』の5代目エンディングテーマ（1987年9月24日 - 10月29日〈第38話 - 第42話〉）で使用された風間三姉妹のシングル（1987年10月14日リリース）だが、本アルバムには、浅香唯のアルバム『Present』（1987年12月1日リリース）に収録された彼女のソロ・ヴァージョンが収められている。
14. 楽園のDoor [4:49]
  - 作詞：小倉めぐみ ／ 作曲：来生たかお ／ 編曲：萩田光男
  - 南野陽子がシングルとして1987年1月10日にリリースした楽曲で、彼女が主演した映画『スケバン刑事』（東宝／1987年）のテーマソングとして使用された。
  - 来生は、オリジナル・アルバム『Étranger』でカヴァーしている。
15. April Wave [3:34]
  - 作曲：来生たかお ／ 編曲：高中正義
  - 高中正義のアルバム『TAKANAKA』（1977年5月1日リリース）に収録された、数少ないインストゥルメンタルの提供曲。
16. 浅い夢 [3:58]
  - 作詞：来生えつこ ／ 作曲：来生たかお ／ 編曲：柿崎洋一郎 ／ 歌：高橋洋子
  - 元々は来生の第1弾オリジナル・シングル（1976年10月1日リリース）で、高橋洋子がアルバム『私をみつけて』（1994年11月26日リリース）でカヴァーしているが、本アルバムにはピアノ伴奏のみの未発表ヴァージョンが収録されている。彼女のベストアルバム『GOLDEN☆BEST 高橋洋子』と『高橋洋子 ベストセレクション』にも収録されている。

## 参加スタッフ
- Executive Producer：高久光雄
- Compilation Producer：Kenji Gondaira
- Select：Sayuri Noguchi、Rochi Nagai
- Superviser：本間一泰 、Hiromi Terada
- Co-ordination Director：加瀬丈裕
- Mastering Engineer：高城賢（MIX）
- Art Work Co-ordination：Yoshiyuki Shinke
- Art Direction & Photographs：Hitoshi Takagi（IRON MAMA）
- Design：Takao Ishii（IRON MAMA）
- Cover Objects：Akiko Ohno
- Stylist：Yui Mochizuki
- Hair & Make-Up：Yotaka Yada
- Special Thanks To Masanobu Suezaki、Mikiko Hayashi